# Ardestan
Ardestan (en Persan: اردستان) est une ville du centre de l'Iran dans la province d'Ispahan. Elle est située sur le piémont sud des monts Karkas, à environ 110 km au nord-est d'Esfahan. Ardestan est le lieu de naissance de Hassan Modarres. On pense aussi que la ville pourrait être le lieu de naissance de Khosro Ier Anushirvan.
Sa mosquée Djuma d'Ardestan est l'une des plus anciennes et des mieux conservées d'Iran.

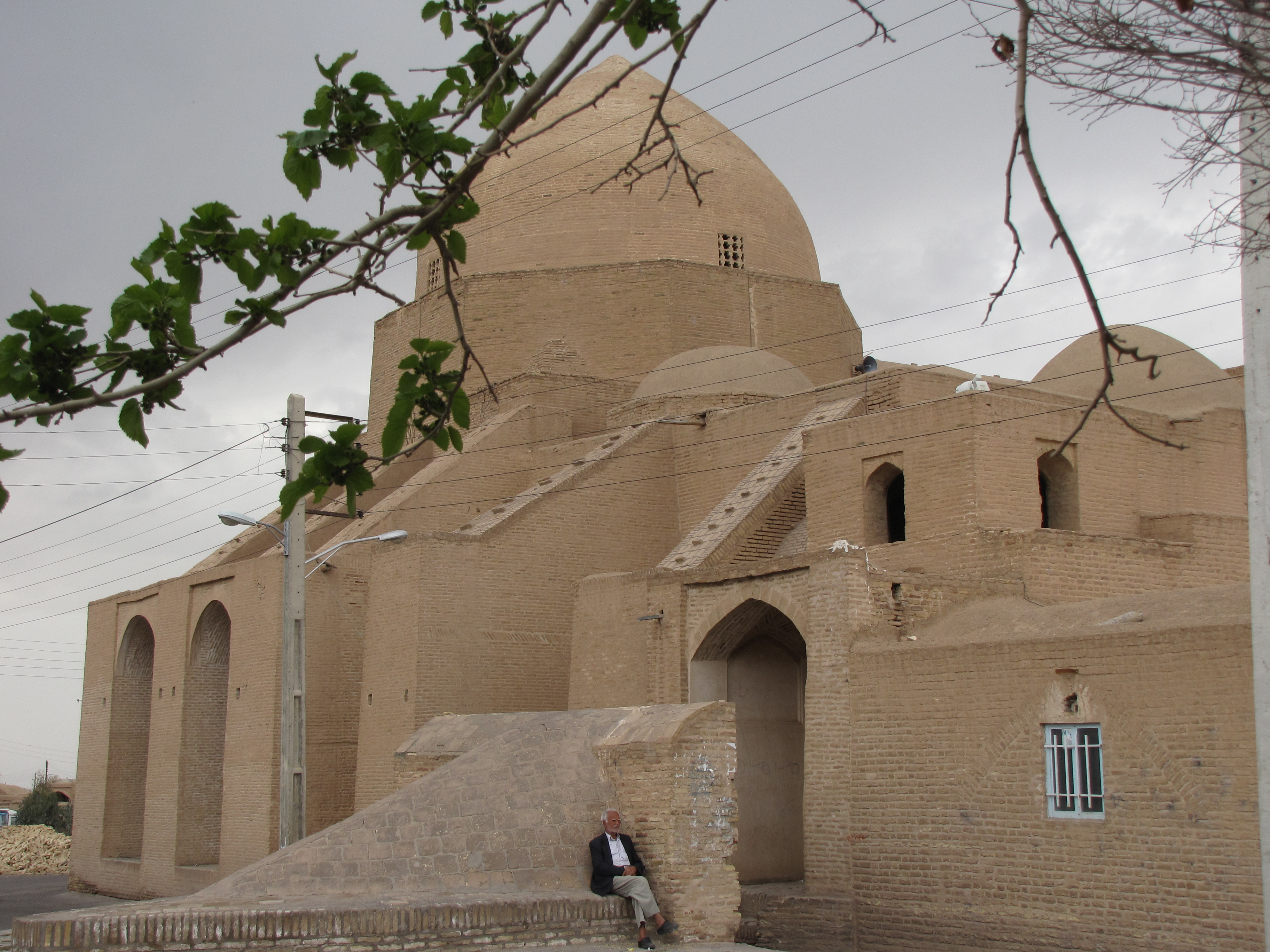
Mosquée Djuma d'Ardestan, de style architectural Razi datant du XIIe siècle

## Personnalités liées
- Ali Fadavi, militaire.